# 上総掘り

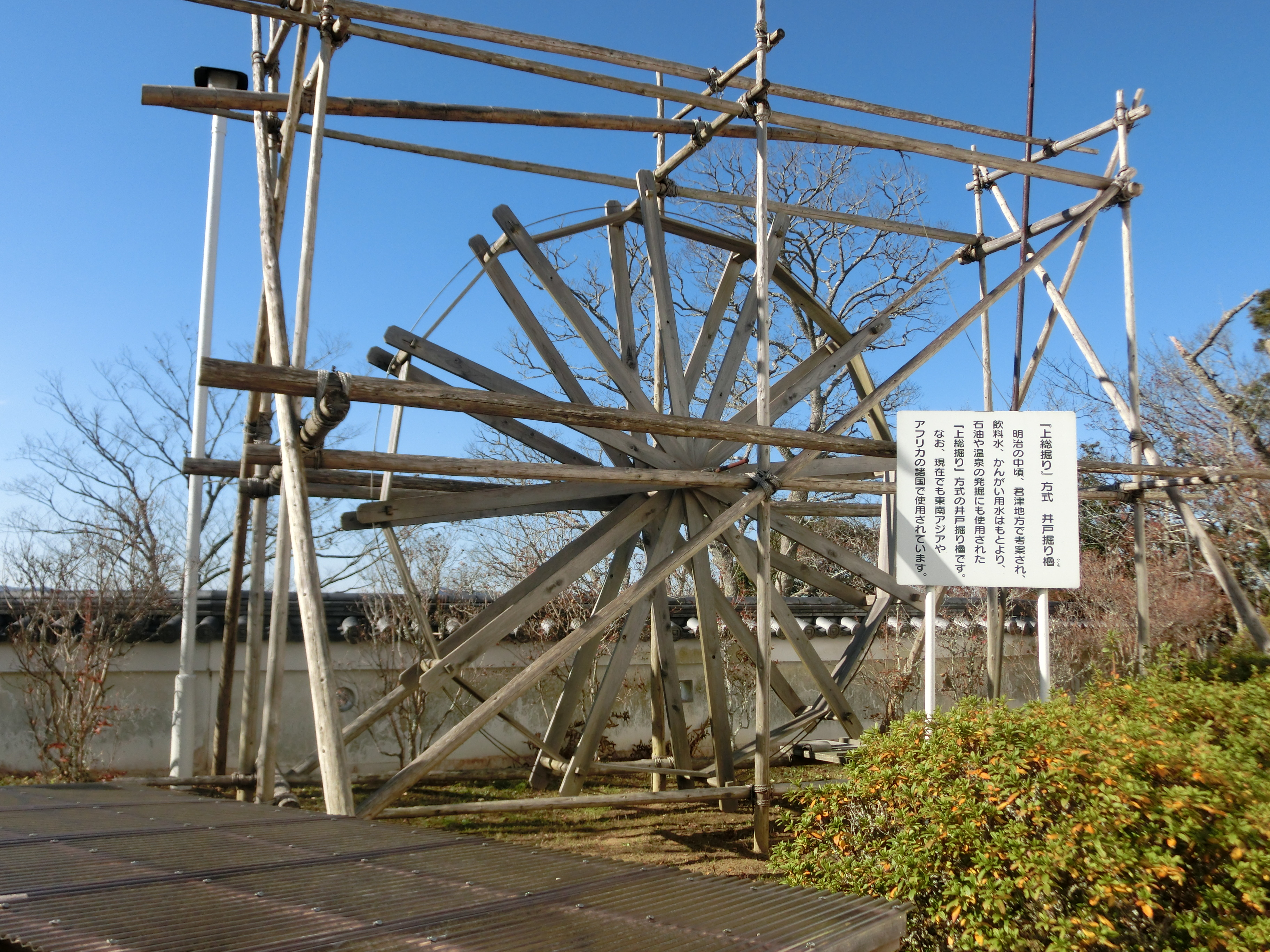
上総掘りの井戸掘り櫓

上総掘り（かずさぼり）は、人力で掘り抜き井戸を掘削する工法である。明治時代の初期に、上総地方(現在の千葉県中西部)で考案された掘り抜き井戸の掘削技術で、細長い鉄管とそれを地中の孔に吊す竹製のヒゴを基本的な用具とし、用具の自重を利用しながら専ら人力を頼りに地下を掘り進み、帯水層にある地下水を掘り当てる技術である。

## 概要
上総掘りで目的の地盤を掘削するには、まず掘削した穴に粘土を混入した水を注入しつつ、鉄管を人力で突き下ろして掘り進む。この鉄管は竹ひごでヤグラから吊り下げられ、竹の弾力を利用しつつ、人力で幾度も地面に突き下ろして掘削する。鉄管は下部に弁を内蔵し、上下に排水用の小穴を開けてあり、鉄管の上げ下ろしに合わせて弁が掘削した土を内部に取り込む。適宜、地上まで釣り上げて残土を排出する。上総地方の例では、1分に50回程度、ストローク幅は15センチメートル程度であり、1日に5 - 6メートルほど掘り進めることができる。道具立てが簡単で、操業安全性にも富んでおり、技術の習得が容易なことから短期間に普及した。いわゆる人力による鉄管のボーリング技術の改良であるが、第2次世界大戦前後には手突きから動力へと変化した。

### 用具
上総掘りに用いられる道具は、掘削用の鉄管と掘屑浚渫用のスイコと呼ばれるブリキ筒、これらを繋いで操作するための割竹製のひご、鉄管の先端に装着する鑿、粘土水などである。岩や礫の地質には鉄管の代わりに鉄棒を用いる。粘土水は孔壁の崩壊を防ぎ、孔のままでの掘削を可能とし、掘屑の浮遊を助け、鑿先の冷却といった働きをする。竹ひごはモウソウチクを幅2 - 3センチメートルに割いたもので、掘削深度の増加に伴う用具の重量の増加を防ぐ。時代が下ると、ハネギやシュモクの導入による省力化が進み、ヒゴクルマ（水車に似た装置に人が入って踏み板を踏むことで鉄管の引き上げを行う装置）によるさらなる省力化と用具収納が進んだ。上総掘りの作業は丸太で櫓を組んだアシバで行われた。
上総掘りの用具が重要有形民俗文化財に、上総掘りの技術は重要無形民俗文化財に指定されている。

### 工程
基底3メートル×3メートルほど、高さ約10メートルのやぐらを建てる。その一方に径約4メートルの木製、多角形の踏み車を、踏み車の上方に数本、丸竹かスギ丸太をたばねた「はねぎ」を設ける。はねぎに、孟宗竹の皮つきのままつくった幅49ミリメートル、厚さ10ミリメートルの「へね」（ヒネとも）という割竹を連結させ、鑿をかけつるした杵をつるす。操作はすべて人力で、はねぎの弾性を利用して、竹桿を上下させ、また撚り鑿に衝撃および回転をあたえ、鑿進するものである。竹桿および鑿を穴から引き上げるには、人が踏み車の内部に入って踏み板を踏み、竹桿を巻き取る。

### 湯突き
大分県別府市の別府温泉では、明治12年（1879年）頃にこの上総掘りの技術が導入され、岩盤の固い地質に合うように改良された結果、明治30年（1897年）頃から人工的な温泉掘削が盛んとなり、温泉地として発展した。このような温泉掘削を湯突きといい、明治9年（1876年）にはすべて自然湧出であった泉源が、明治44年（1911年）には、自然湧出泉が17ヶ所であったのに対し、掘削泉は76ヶ所となった。
湯突きは、機械化が進む昭和20年ごろまで行われたという。大正から昭和初期にかけて同市で温泉開発に携わった千葉県出身の上総掘り職人の温泉掘削用具計394点が別府市に寄贈され残っており、全国有数の温泉地として知られる別府の歴史を伝えるこれらの資料は、2020年「別府の湯突き用具」として登録有形民俗文化財に選ばれた。

## 歴史

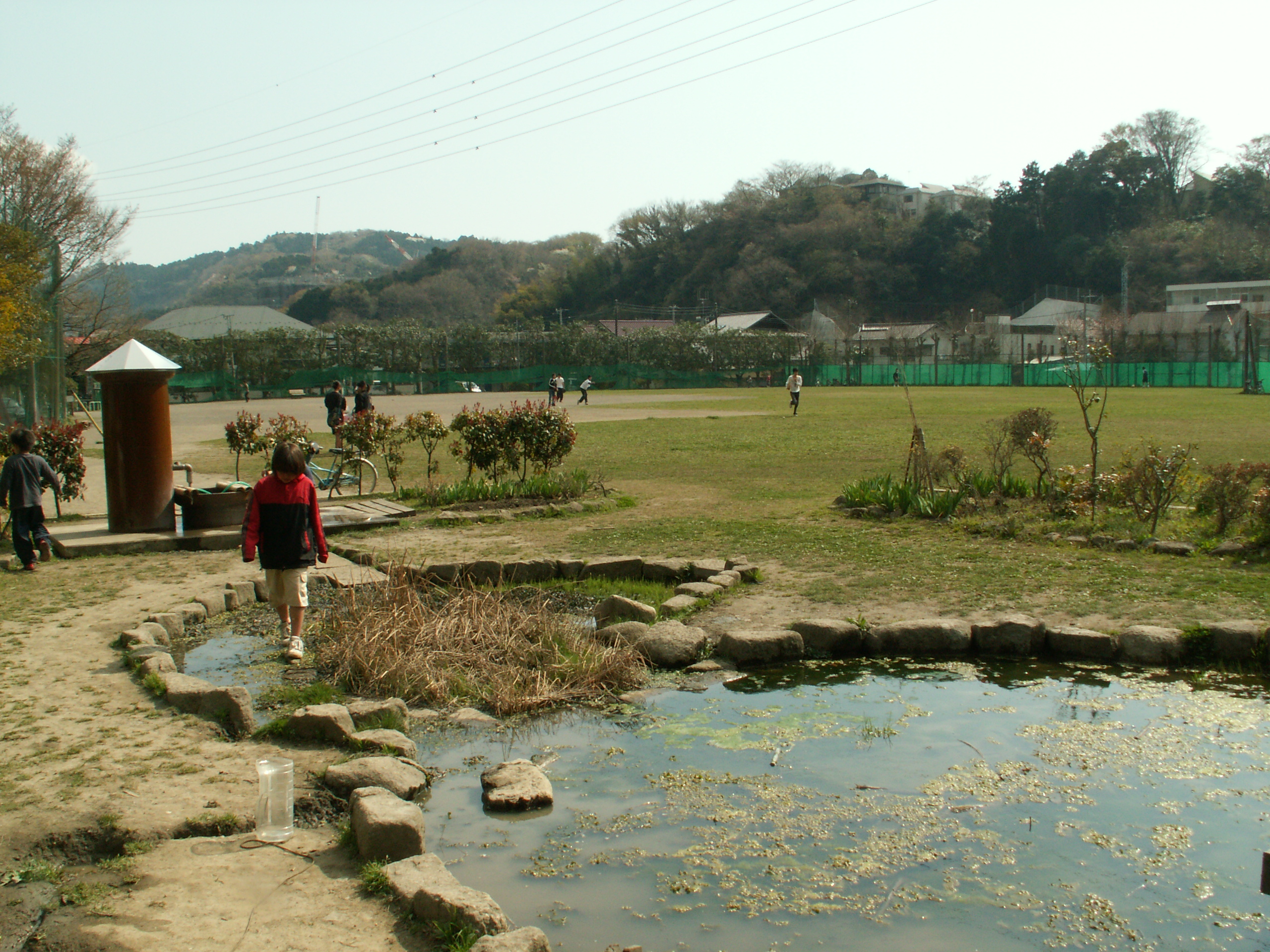
鎌倉市岩瀬の岩瀬下関防災公園にある上総掘りの井戸（画面左奥）

鉄棒の先端を加工して、衝撃を加えながら地下（井戸）を掘る、パーカッションボーリングの原型ともいえる手法は、世界各地で試みられてきた。
日本における井戸の掘削法は、江戸時代まで人が直接穴に入って掘削するものだった。だが、この工法で掘削できる深度は30メートル程度が限界で、危険な作業であった。江戸時代には、太さ2寸（約6センチメートル）の鉄棒を連結させ、人力で突き崩しながら掘る大坂掘りという方法も用いられた。しかし、大坂掘りは、深く掘れば掘るほど鉄棒の重量がかさみ、人力で鉄棒を持ち上げる限界が掘削深の限界という欠点があった。
明治時代になると、鉄棒を上・下させるために竹の弾性を利用する手法が考案され、やがて上総国の望陀郡・周淮郡一帯で上総掘りへと発展したとされている。文献によれば、周淮郡中村の池田久蔵が文化14年（1817年）頃に掘り抜きによる井戸掘削に成功したとされ、池田が翌文政元年（1818年）に地元の大宮寺の井戸を掘り、その際に寺に奉納した著書『突井戸万記』が残されており、少なくとも池田が上総地方における上総掘りの先駆者の1人と考えられている。
上総地方の地勢は台地が大半であり、川は台地を侵食する深い谷底を流れるため、畑作地帯や村落が営まれる台地上は水利に恵まれない。農業用水や生活用水の必要性に迫られ、井戸掘りの技術が発達した。上総掘りは、少ない機材と人員で容易に掘削深を伸ばすことができることから、19世紀末にかけて爆発的に普及し、1887年（明治20年）前後には、掘削用の鉄管に細い割竹製のひごを繋いで突き下ろすという上総掘り独自の方法が成立する。
英国人Francis James Norman（1855 - 1926年）は1888年に来日して旧制千葉県尋常中学校の英語教師をしていたが、上総掘りの技術を知り、『KAZUSA SYSTEM』と題した本を1902年（明治35年）にインドで刊行して技術解説・紹介をしている。この本は当時の上総掘りの記述を詳しく知る貴重な資料として2009年に邦訳本が発行された。